# Искусство Урарту
Иску́сство Ура́рту — историко-региональный тип искусства, относящийся к направлению Древнего Востока.
Искусство государства Урарту испытало сильное влияние мастеров соседней Ассирии, ведущей державы того периода. Расцвет урартского искусства пришёлся на VIII век до н. э. в период наибольшего возвышения Урарту. До наших дней дошли бронзовые статуэтки, ювелирные украшения, оружие и прочие изделия ремесленников Урарту.

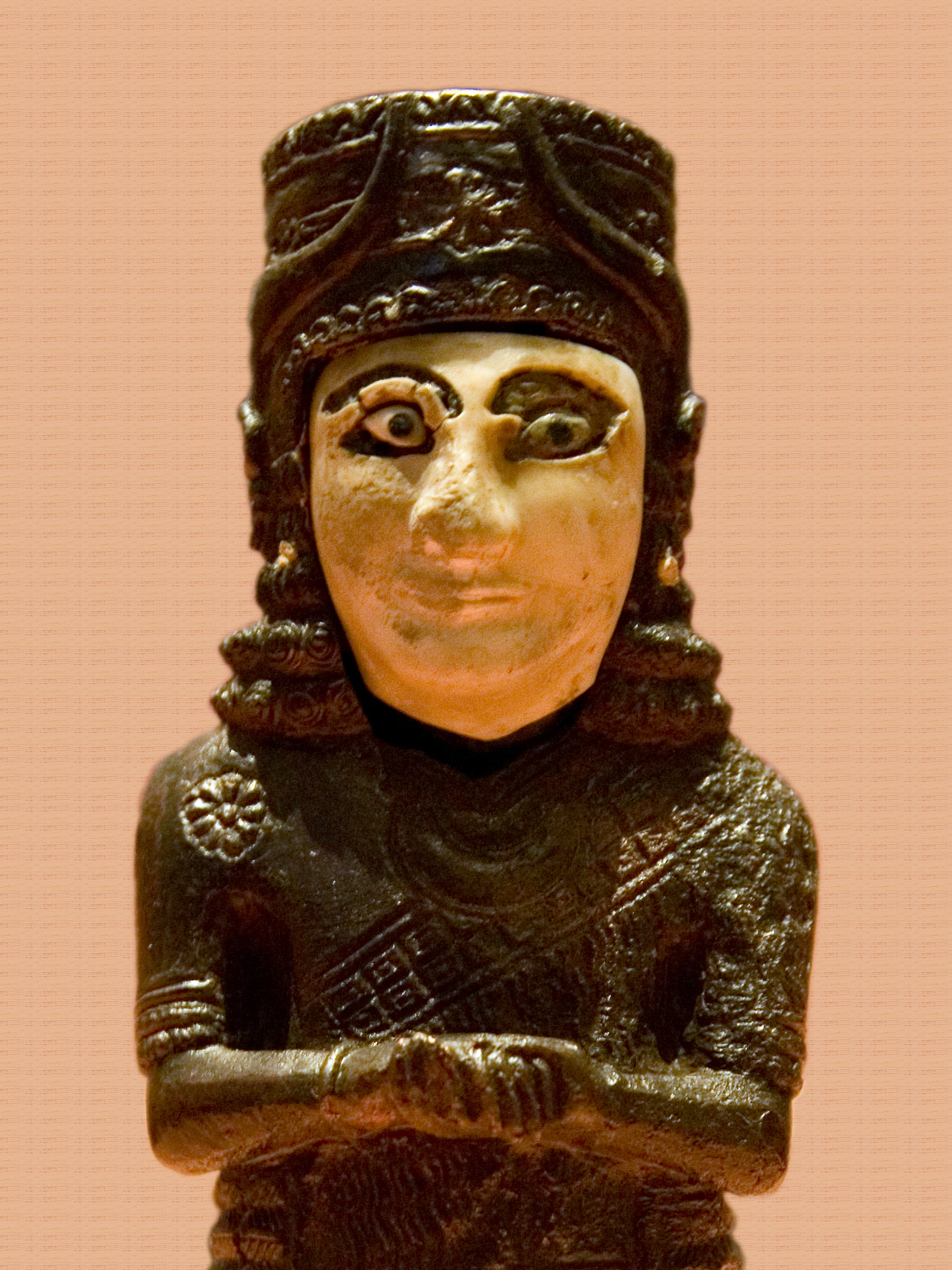
Фрагмент бронзового трона урартских царей

## Общие сведения
Науке известно относительно небольшое количество памятников урартского искусства. В отличие от памятников других государств Древнего мира, все известные предметы урартского искусства могут быть охвачены одним исследователем.
Урартское искусство формировалось под большим влиянием соседней Ассирии и, несмотря на явные стилевые различия, в течение длительного времени считалось одним из направлений ассирийского. Вслед за ассирийским урартское искусство было ориентировано на прославление царя и государства, произвести впечатление богатством и пышностью

. Учёные и искусствоведы отмечают следующие характерные черты урартского искусства: 1) более выраженное, чем в других культурах Древнего Востока, следование канону; 2) предпочтение орнаментам в противоположность жизненным сценам; 3) тенденцию к многократному копированию старых образцов вместо дальнейшего творческого совершенствования. Таким образом, стиль работы урартских ремесленников оставался неизменным в течение нескольких веков и, как следствие, постепенно всё более упрощался и примитивизировался.

### История изучения искусства Урарту
В XIX веке пробудившийся интерес европейцев к древностям Ближнего Востока вдохновил археологов на наполнение европейских музеев. Однако в тот период о существовании Урарту науке не было известно, и развалины Тушпы и Русахинили на месте города Ван в Турции считались археологами следами далёкой и малоинтересной провинции Ассирии. Действительно, открытия при раскопках Ниневии, проводимых Лэйардом в Ираке, затмевали находки на берегу озера Ван. Долгое время поиск урартских древностей волновал скорее кладоискателей, чем археологов.
Таким образом, в XIX веке в европейские музеи (Британский музей, Лувр, Эрмитаж и другие) начали попадать предметы урартского искусства, добытые частными собирателями. Однако слабая изученность Урарту и отсутствие археологических данных привели к тому, что первоначально учёные классифицировали урартские древности либо как ассирийские, либо как Сасанидские. Лишь к середине XX века, когда изучение Урарту существенно продвинулось вперёд и когда расшифровали урартскую клинопись, памятники урартского искусства были корректно классифицированы. Большой вклад в изучение урартского искусства внесли также систематические археологические раскопки древних урартских городов Тейшебаини и Эребуни, проводившиеся в советское время на территории Армении.

## Категории искусства Урарту
Памятники урартского искусства учёные разделяют на несколько категорий.

### Бронзовые статуэтки
Урартские мастера могли изготавливать крупные бронзовые статуи. Так, при разграблении Мусасира ассирийцы захватили бронзовую статую урартского царя Аргишти I массой 60 талантов (ок. 1,8 тонны). Однако до нашего времени не дошло ни бронзовых изделий сравнимого размера, ни даже их фрагментов.
Скульптуры из бронзы изготавливались на восковой модели, после чего украшались чеканкой или покрывались золотом

.
Обнаруженные небольшие бронзовые статуэтки из Урарту фактически делятся на три группы: украшения трона урартских царей, украшения медных котлов и редкие статуэтки урартских богов. Фактически все урартские статуэтки относятся к «парадному» (придворному) прикладному искусству.

#### Трон урартских царей
В конце XIX века кладоискатели продали в европейские музеи несколько небольших бронзовых фрагментов, которые при ближайшем рассмотрении оказались частями одного и того же урартского царского трона.
Сохранившиеся части трона были изготовлены из бронзы «литьём по выплавляемой модели». Такая методика подразумевает, что каждая деталь индивидуально изготавливается сначала из воска, потом обволакивается огнеупорной формой, а затем воск выжигается расплавленным металлом. Поэтому каждая фигурка изготовлялась отдельно, среди них нет абсолютно одинаковых. Позолота наносилась на фигурки с помощью простого обёртывания фигурок в тонкие золотые пластины.
| | |  |  |  |
| | Бронзовые фигурки — части трона, хранящиеся в Эрмитаже, Санкт-Петербург, Россия. Фигурки сделаны из бронзы, сохранившей следы позолоты. Лица зверей и божества, стоящего на быке справа, были выполнены из камня, вероятно, с драгоценной инкрустацией, поэтому почти все лица были выломаны и не сохранились. |  |  |  |
| | |  |  |  |
| Симметричные верхние части трона: слева из Эрмитажа, справа — зарисовка пары из Британского музея. На основании такого сходства учёные и смогли определить, что это части одного и того же изделия. Кроме этого, все фигурки имеют характерные углубления, предназначенные для крепления к горизонтальным и вертикальным деталям. Каждый элемент крепления был помечен соответствующим иероглифическим знаком. | |  |  |  |

#### Украшения посуды
Бронзовые фигурки для украшения котлов — одни из наиболее массово сохранившихся предметов урартского искусства. По этим фигуркам учёные в начале XX века впервые идентифицировали урартский стиль в искусстве.
Урартские парадные медные котлы, по-видимому, в основном использовались в ритуальных жертвоприношениях. Например, анналы ассирийского царя Саргона II упоминают бронзовый сосуд, наполняемый вином «возлияний» при совершении жертвоприношений богу Халди. Фигурки, украшающие котлы, отливались отдельно, а затем приклёпывались к самим сосудам.
Среди украшающих котлы фигурок отмечены головы быков, а также крылатые божества, обычно женские, реже мужские. Существует предположение, что эти божества являлись изображениями бога Шивини и его супруги богини Тушпуеа. Техника литья бронзовых украшений котлов распространялась из Урарту в соседние страны Малой Азии, в частности во Фригию, и являлась одним из видов ближневосточного искусства, которое проникло в Европу. Урартские украшения котлов были обнаружены на территории Греции и Италии, их находили в Родосе, Афинах, Беотии, Дельфах, Олимпии и в этрусских гробницах. Первоначально многие урартские украшения были приняты исследователями за античные, однако с середины XX века после детальных исследований эти украшения котлов были идентифицированы и единодушно причислены к памятникам урартского искусства. Учёными даже отмечены случаи, когда урартские бронзовые фигурки для котлов использовались другими народами вторично для украшения новых сосудов.
Чаши и блюда чаще украшались батальными сценами, изображениями всадников и колесниц

.
|  | |  |
|  | Слева котёл с фигурками быков, обнаруженный в районе Вана. Вверху котёл, обнаруженный при раскопках фригийского города в Турции, который, тем не менее, также причисляют к урартскому искусству. Фигурка, украшающая котёл, вероятно, изображение урартского бога солнца Шивини. |  |

#### Статуэтки богов
К концу XX века были обнаружены всего три бронзовых статуэтки, изображающих урартских богов. По-видимому, божества изготовлялись из бронзы лишь для религиозных церемоний. Одна из статуэток, возможно бога Халди, хранится в Британском музее, а две других — в Историческом музее Армении (копии — в музее «Эребуни»).
|  |  | Слева: Статуэтка урартского бога войны Тейшебы. Была обнаружена в 1941 году при раскопках на Кармир-Блуре в развалинах урартской крепости Тейшебаини, названной в честь этого бога. Справа: Статуэтка богини Арубаини, супруги бога Халди. Многократно перекупалась частными собирателями древностей, а в 1936 году попала в Исторический музей Армении. Возможно, первоначально статуэтка была обнаружена на берегу озера Ван. |

### Оружие
В отдельную категорию урартского искусства исследователи выносят предметы урартского оружия, принадлежащие урартским царям. Такое парадное вооружение включало в себя шлемы, мечи, колчаны, щиты и кольчуги. На таких предметах изображались типичные ближневосточные мотивы: львы и быки, змеи, крылатые божества, почитание дерева жизни.

#### Шлемы
Учёным известно довольно много урартских шлемов — только при раскопках Тейшебаини их было обнаружено более двадцати. Парадные царские шлемы не отличались по форме от простого боевого шлема урартского воина, однако содержали художественную чеканку.
|  | |  |                                                                |  |
|  | Развёртка изображения на шлеме. Надпись на шлеме: Богу Халди, владыке, этот шлем Сардури, сын Аргишти, посвятил ради жизни. |  | Фрагмент изображения на шлеме, содержащий мотив «Дерева жизни» |  |

#### Щиты
Учёным известно несколько парадных бронзовых урартских щитов. Все парадные щиты были украшены концентрическими кругами львов и быков. Такие щиты не были предназначены для ведения боя: толщина бронзового листа, характер креплений в задней части таких щитов свидетельствует о том, что они использовались для подношения (например, храмам), где вешались на стены. Диаметр таких щитов колебался от 70 см до метра. Изображения наносились штампом, а затем расчеканивались различными инструментами. Композиция щитов была продумана таким образом, чтобы ни одна из фигур не казалась при осмотре перевёрнутой. Несколько таких щитов были обнаружены в районе Вана, откуда попали в Британский музей и в музеи Берлина, 14 таких щитов были обнаружены при раскопках Тейшебаини на Кармир-Блуре.
Известно также о существовании золотых урартских щитов, которые не сохранились. Ассирийский царь Саргон II, описывающий богатства при разграблении Мусасира, включил в список шесть золотых урартских щитов массой по 6,5 кг.
| | Прорисовка щита (нажмите для увеличения) |  | | Прорисовка щита (нажмите для увеличения) |
| | |  | | |
| Щит Сардури II. Клинописная надпись на краю щита: Богу Халди, владыке, этот щит Сардури, сын Аргишти, посвятил. Величием бога Халди Сардури, царь могущественный, царь великий, царь страны Биаинили, правитель Тушпа-города. Справа вверху — прорисовка щита. | Щит Сардури II. Клинописная надпись на краю щита: Богу Халди, владыке, этот щит Сардури, сын Аргишти, посвятил. Величием бога Халди Сардури, царь могущественный, царь великий, царь страны Биаинили, правитель Тушпа-города. Справа вверху — прорисовка щита. |  | Щит Аргишти I. Клинописная надпись на краю щита: Этот щит принадлежит оружейной Аргишти, сына Менуа. Аргишти, сын Менуа, царь могущественный, царь великий, царь страны Биаинили, правитель Тушпа-города. Богу Халди, владыке, этот щит Аргишти, сын Менуа, посвятил. Справа вверху — прорисовка щита. | Щит Аргишти I. Клинописная надпись на краю щита: Этот щит принадлежит оружейной Аргишти, сына Менуа. Аргишти, сын Менуа, царь могущественный, царь великий, царь страны Биаинили, правитель Тушпа-города. Богу Халди, владыке, этот щит Аргишти, сын Менуа, посвятил. Справа вверху — прорисовка щита. |

#### Колчаны
При археологических раскопках было обнаружено всего три царских колчана, причём все три на территории Армении при раскопках последнего оплота Урарту — города Тейшебаини. Один из колчанов был перевезён в Государственный Эрмитаж, два других хранятся в Национальном историческом музее Армении. Царские колчаны были выполнены из бронзы, на лицевой поверхности чеканкой нанесены изображения урартских воинов.
|                                                                           |  |
| Колчан, принадлежащий Сардури II (Государственный Эрмитаж)                |  |
|                                                                           |  |
| Верхняя часть колчана Сардури II, изображённого вверху слева.             |  |
| Колчан, принадлежащий Аргишти I (Национальный исторический музей Армении) |  |

#### Доспехи
Из парадных доспехов урартских воинов при раскопках Тейшебаини обнаружены плохо сохранившиеся остатки кольчуги Аргишти I (хранятся в музее «Эребуни» в Ереване). Лучше сохранились бронзовые пояса воинов, которые были найдены в Турции при раскопках Алтын-тепе, в Иране близ озера Урмия, в урартских захоронениях в Армении и при раскопках на Кармир-Блуре. Пояса выполняли функцию воинского доспеха, имели ширину около 12 см и длину около метра.

Пояса урартских лучников.  Подобные металлические пояса выполняли двоякую защитную функцию: как своеобразная частичная кольчуга и как магическое ограждение от тёмных сил.
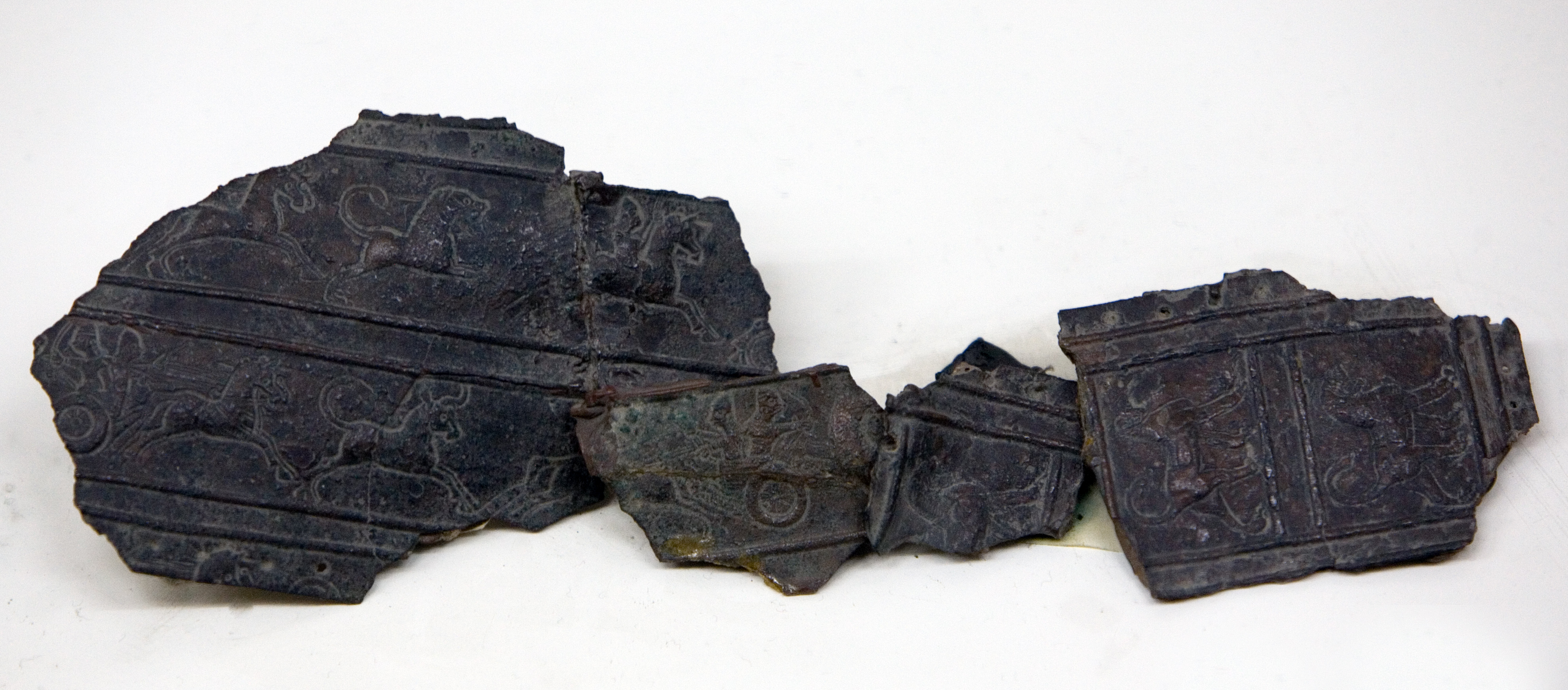
Остатки урартского железного пояса, обнаруженного при раскопках города Эребуни на холме Арин-Берд. Хранятся в музее «Эребуни» в Ереване.
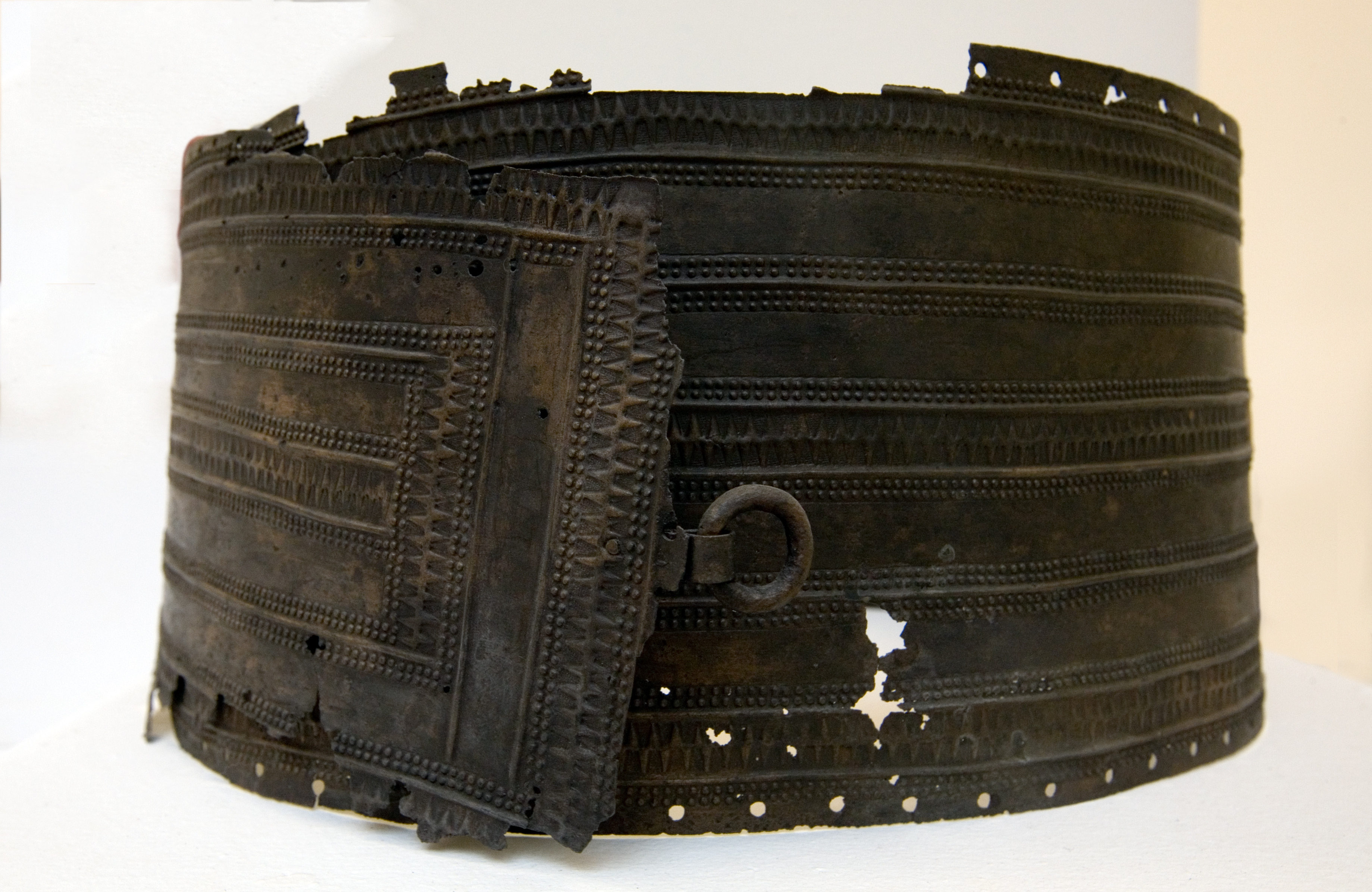
Урартский бронзовый пояс, обнаруженный в окрестностях города Ван. Хранится в Музее анатолийских цивилизаций в Анкаре.

### Ювелирные изделия
Ювелирные изделия Урарту можно разделить на две категории: 1) украшения из драгоценных металлов и камней, относящиеся к придворному искусству; 2) упрощённые варианты этих изделий из бронзы, использовавшиеся более низкими слоями урартского общества. Исследователи считают, что многие из ювелирных изделий, помимо функций украшения, наделялись магическими свойствами в качестве амулетов.
Из всего многообразия изделий из драгоценных металлов, которые изготовлялись в Урарту, лишь немногие сохранились в настоящее время и доступны учёным. Анналы ассирийского царя Саргона II упоминают крупные изделия из драгоценных металлов: жезлы, различные сосуды, подвески и тому подобное, выполненные из серебра или золота. Эти сокровища были похищены ассирийцами из Мусасира в 714 году до н. э. Изделия этого типа не сохранились. Известны случаи, когда кладоискатели, раскопав крупные серебряные или золотые изделия предположительно урартского происхождения, отправляли их в переплавку. Одними из самых крупных сохранившихся ювелирных изделий Урарту являются подвеска, обнаруженная берлинской экспедицией при раскопках поздней урартской столицы — Русахинили, — и крышка котла, обнаруженная при раскопках Тейшебаини.
| | |
| Серебряное женское украшение (пектораль) с изображением бога Халди (на троне) и его супруги, урартской богини Арубаини. Пектораль хранится в Берлинском музее. | Крышка серебряного котла с фигуркой распустившегося граната. Подписано как собственность царя Аргишти I, Национальный исторический музей Армении. |

Среди многочисленных мелких ювелирных изделий урартского производства, обнаруженных при археологических раскопках, встречаются золотые и серебряные булавки, золотые серьги, остатки золотого браслета и несколько медальонов. Эти находки были сделаны при раскопках на территории современных Турции и Армении. Женские ювелирные украшения часто изображают урартскую богиню Арубаини, супругу верховного бога Урарту, Халди. Кроме этого, на ювелирных изделиях Урарту распространены мотивы Месопотамии: «дерево жизни», «крылатый диск» и другие. Среди «народных» ювелирных изделий были широко распространены браслеты и серьги из бронзы, сердоликовые бусы и прочее. В Урарту, как и во многих других государствах Древнего Востока, украшения носили как женщины, так и мужчины.
| |  |  |  |
| Слева и вверху: урартские золотые серьги и серебряные медальоны (повреждены пожаром во время штурма Тейшебаини), обнаруженные во время раскопок на Кармир-Блуре, Национальный исторический музей Армении. Справа: урартские сердоликовые бусы, выкупленные у кладоискателей в районе Вана, Музей анатолийских цивилизаций. |  |  |  |

### Архитектура и зодчество
Урартское зодчество представлено городами-крепостями и дворцовыми комплексами, храмами. Города-крепости, такие как Эребуни или Тушпа, являлись архитектурными комплексами с культовыми и хозяйственными помещениями. В строительстве использовался сырой кирпич или камень. Некоторые урартские города строились по архитектурному плану, для них характерны параллельны улицы и многоуровневая оборонительная система
.
Относительно и неожиданно мало сохранилось урартских художественных каменных изделий. Вопреки ожиданиям учёных на Ванской скале в Ване не было обнаружено каменных барельефов или монументальной скульптуры. Не было обнаружено крупных каменных изделий и при раскопках в Топрах-Кале, хотя, например, на барельефах ассирийского царя Саргона II, изображающих урартский город Мусасир, видно, что в храмах Мусасира были установлены крупные статуи. Несколько незначительных остатков каменных рельефов были обнаружены в других районах Турции. Возможно, что первая резиденция урартских царей в Тушпе и последующая в Русахинили после захвата мидийцами подверглись серьёзным разрушениям, и монументальная скульптура была уничтожена.
В Урарту использовались мемориальные памятники в виде вертикальных каменных плит с надписью, которые в дальнейшем послужили прототипом хачкаров.
| |  |  |  |  |
| Слева: Остатки крупного каменного барельефа с изображением бога Тейшеба, стоящего на быке. Обнаружены в развалинах урартской крепости в Адильджевазе, хранятся в Ванском музее; Вверху: Две каменные шкатулки, обнаруженные при археологических раскопках на Кармир-Блуре. Хранятся в музее «Эребуни» в Ереване. На правой: изображение грифонов и крылатого диска. |  |  |  |  |

### Керамические изделия
Учёным известно много разнообразных урартских изделий, выполненных из глины. Урартские гончары, помимо простых керамических изделий, использовавшихся в хозяйственных целях, изготовляли художественные образцы керамики, украшенные изображениями божеств и животных. Некоторые ритуальные и царские сосуды изготовлялись из глины с последующей окраской.
| |  |  |  |  |
| Слева направо: Глиняный ритон в виде сапога. Обнаружен при раскопках на Кармир-Блуре. Хранится в Национальном историческом музее Армении; Ритон в форме горловины животного. Обнаружен в районе Вана. Хранится в Археологическом музее Стамбула; Ангобированный ритуальный сосуд с изображением быков. Обнаружен при раскопках погребения урартской эпохи на территории Армении. Хранится в Музее «Эребуни». |  |  |  |  |

### Изделия из дерева и кости
Изделия из кости, особенно из дерева, в силу плохой сохранности этих материалов — нечастые археологические находки для периода Древнего Востока. Тем не менее, несколько таких изделий было обнаружено археологами, главным образом в виде обломков. Например, при раскопках Тейшебаини были обнаружены куски орнаментально украшенных костяных гребней, возможно использовавшихся знатными урартами. Фактически единственным произведением урартского искусства из дерева является уникальная голова коня, также обнаруженная при раскопках Тейшебаини. Голова коня украшала какое-то более крупное деревянное изделие.
| |  |  |  |  |
| Слева направо: Урартский канделябр, обнаруженный при раскопках в Топрах-кале. (Деревянные вставки — современные, костяные и бронзовые — оригинальные). Хранится в Музее анатолийских цивилизаций в Анкаре; Украшение ножки этого же канделябра в виде льва; две накладные костяные пластины, украшавшие другие изделия с изображением богов (обнаружены при раскопках в Топрах-Кале, хранятся в Музее анатолийских цивилизаций); деревянная голова коня, обнаруженная при раскопках на Кармир-Блуре, хранится в Национальном историческом музее Армении. |  |  |  |  |

### Настенные росписи
Особый класс памятников урартского искусства представляют цветные настенные росписи, чудом сохранившиеся в развалинах урартской крепости Эребуни. Хотя подобные росписи были широко распространены в Месопотамии и, несомненно, заимствованы урартами оттуда, именно в Эребуни фрески сохранились лучше, чем в развалинах других древних городов Ближнего Востока, что делает их уникальным памятником искусства Древнего Востока. Эребуни, в отличие от многих других урартских городов, не был сожжён в войне, а оставлен без боя и впоследствии заброшен, что и помогло сберечь уникальные росписи. Некоторые настенные росписи из Эребуни после консервации были выставлены на экспозицию в ереванском музее «Эребуни» и ГМИИ им. А. С. Пушкина в Москве.
|  |  |  |
|  |  |  |

### Цилиндрические печати
В Урарту, аналогично другим древним государствам Ближнего Востока, использовались цилиндрические печати, одновременно служащие амулетами

. Технология и мотивы, изображаемые на урартских печатях, были явно заимствованы в соседней Ассирии. При этом качество и художественная ценность, дошедших до нас урартских печатей значительно уступает ассирийским образцам. Тем не менее, урартские печати также используются для изучения урартского искусства.
| |  |  |
| На цилиндрических печатях традиционно изображались космические или религиозные мотивы, реже сцены охоты. На представленных образцах просматриваются луна и звёзды, стреляющие лучники и, возможно, дерево жизни. |  |  |

## Наследие урартского искусства
После падения Урарту в VI веке до н. э. определённые черты урартского искусства были подмечены учёными у урартских соседей и последователей. Например, при раскопках города Эребуни был обнаружен клад серебряных изделий эпохи Ахеменидов, в которых прослеживались урартские художественные приёмы изображения человека.
|  |  |  |  | Серебряные ритоны Ахеменидской эпохи сочетают элементы восточного, древнегреческого и урартского искусства. Этот факт, в частности, дал основание учёным говорить о влиянии урартского искусства на персидское. |

Б. Б. Пиотровский произвёл ряд наблюдений, которые позволяют утверждать, что техника и художественное оформление скифских поясов, ножен и некоторых других предметов, вероятно, были заимствованы у урартов. Кроме этого, исследователи отмечают, что урартские украшения котлов проникли (посредством соседних народов) в античный мир и оказали, среди прочих других видов искусства Древнего Востока, определённое влияние на античное искусство.
Наконец, большое культурное влияние Урарту оказало на страны Закавказья и Армению в частности. Это влияние прослеживается в архитектуре, ирригации, ремёслах. Хотя учёным и искусствоведам трудно аргументировать такое влияние именно в искусстве в связи с малочисленностью дошедших до нас образцов, культурное влияние Урарту на Армению и южную Грузию считается общепринятым. Словами Дьяконова «изучая древнейшую социально-экономическую или культурную историю армянского народа, нельзя начинать её как бы с чистого листа и искать в VI—V вв. до н. э. первобытнообщинных отношений; нет сомнения в том, что древнейшую армянскую историю можно правильно понять только как продолжение ещё более древней истории хурритов и урартов, а также лувийцев». Несомненно также влияние культуры Урарту на Передний Восток, в первую очередь Мидии.